# Suzanne Jovet-Ast
Suzanne Jovet-Ast (* 8. Februar 1914 in Paris; † 22. Februar 2006 in Biarritz, Département Pyrénées-Atlantiques) war eine französische Bryologin und Botanikerin. Ihr Hauptinteresse galt den Kryptogamen. Ihre offiziellen botanischen Autorenkürzel lauten „Ast“ und „Juvet-Ast“.

## Leben
Suzanne Ast war die Tochter eines Industriellen. 1932 erlangte sie das Baccalauréat am Lycée Voltaire in Paris. Nach dem Erhalt der Licence in den Naturwissenschaften im Jahr 1934 wurde Ast im Jahr 1935 freie Mitarbeiterin im Muséum national d’histoire naturelle. Von 1937 bis 1938 hatte sie ein Promotionsstipendium und von 1939 bis 1940 ein Reisestipendium. 1939 heiratete sie den Ökologen und Botaniker Paul Albert Jovet (1896–1991). Diese Ehe blieb kinderlos. Von 1940 bis 1941 arbeitete Jovet-Ast als Lehrerin. 1941 wurde sie Mitarbeiterin im Labor für Kryptogamen-Ökologie an der École pratique des hautes études. 1943 wurde sie zum Doktor der Naturwissenschaften promoviert. 1945 wurde sie Assistentin an der Abteilung für Phanerogame im Muséum national d’histoire naturelle. 1957 wurde sie stellvertretende Direktorin der Abteilung für Kryptogame und 1975 übernahm sie die Nachfolge von Roger Heim als Abteilungsleiterin. Während ihrer Amtszeit war sie Professorin am Lehrstuhl für Kryptogame, der mit dem Centre national de la recherche scientifique (CNRS) assoziiert ist. 1982 ging sie in den Ruhestand.
Abgesehen von einigen Schriften über Phanerogame (Annonengewächse aus Indochina sowie afrikanischen oder amerikanischen Wasserlinsengewächsen) umfasst Jovet-Asts Gesamtwerk die Moose. Sie studierte diese Kryptogame in Hinsicht auf die Taxonomie, Morphologie und Ökologie. Sie schrieb verschiedene Monographien, darunter über die Gattung der Sternlebermoose (Riccia) und bildete ein Forscherteam, das sich den Arten im Mittelmeerraum widmete. Jovet-Ast veröffentlichte über 200 Schriften, darunter Les Groupements de Muscinées epiphytes aux Antilles françaises (1949), Les Hépatiques de Tunisie: Enumération, notes écologiques et biogéographiques (1971, in Zusammenarbeit mit Hélène Bischler), Les Hépatiques de Sardaigne, énumération, notes écologiques et biogéographiques (1971–1972, in Zusammenarbeit mit Hélène Bischler), Histoire de la chaire de Cryptogamie (1979) sowie Les Riccia de la région méditerranéenne (1986). Ferner trug Jovest-Ast zur Erhaltung und Erweiterung des Bryophyten-Herbariums des Muséum national d’histoire naturelle bei.

## Dedikationsnamen
1941 benannte Paul Jovet die madagassische Gattung Astiella aus der Familie der Rötegewächse nach seiner Frau. 2014 benannten Tanawat Chaowasku und Paul J. A. Keßler die in Vietnam vorkommende Art Miliusa astiana aus der Familie der Annonengewächse zu Ehren von Suzanne Jovet-Ast.